# Thaddeus McCotter

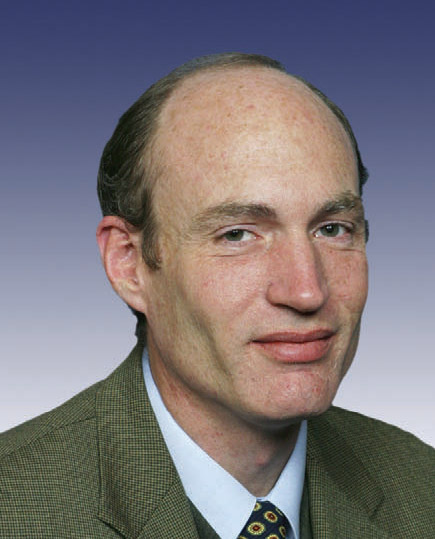
Thad McCotter

Thaddeus George McCotter, benannt auch als Thad McCotter, (* 22. August 1965 in Livonia, Michigan) ist ein US-amerikanischer Politiker. Als Mitglied der Republikanischen Partei war er von 2003 bis 2012 Abgeordneter im Repräsentantenhaus der Vereinigten Staaten und dort Republican Policy Committee Chairman.

## Familie, Ausbildung und Beruf
Thaddeus McCotter machte 1987 an der University of Detroit einen Bachelor mit summa cum laude in Politikwissenschaft. An derselben Universität studierte er dann Rechtswissenschaften, was er 1990 mit dem akademischen Grad Juris Doctor abschloss. Anschließend praktizierte er als Rechtsanwalt. Von 1992 bis 1998 wurde er in die kommunale Selbstverwaltung (Commission) von Wayne County gewählt. Von 1998 bis 2002 saß er im Senat von Michigan.
McCotter ist mit der Krankenschwester Rita McCotter verheiratet. Sie haben drei Kinder, zwei Söhne und eine Tochter.

## Politischer Werdegang

### Aufstieg zum führenden Kongressmitglied
Ab Januar 2003 war McCotter Vertreter für den 11. Kongresswahlbezirk von Michigan im US-Repräsentantenhaus, einem Bezirk, in dem die Autoindustrie große Bedeutung hat. Er war aktiv im Committee on Financial Services sowie dessen Unterausschüssen für Capital Markets, Insurance, and Government-Sponsored Enterprises und Housing and Community Opportunity. Im November 2006 wählten ihn seine Kollegen zum Vorsitzenden des Republican House Policy Committee. 
Von 2005 an war McCotter Gitarrist bei der Country-Rock-Band Second Amendments, dessen Mitglieder alle Abgeordnete des Repräsentantenhauses sind. Bei dienstlichen Auslandsreisen trat die Band abends auf, um den dort stationierten US-Soldaten ihre Unterstützung zu zeigen. So gab es Auftritte im Irak, Afghanistan, Kuwait, Pakistan und der Ramstein Air Base in Deutschland. Es gab auch Auftritte in den Vereinigten Staaten, beispielsweise bei Farm Aid und beim Picknick des Kongresses im Garten des Weißen Hauses.
Im Vorfeld von Obamas Berliner Wahlkampfrede 2008 schrieb McCotter in einem Meinungsbeitrag für Die Welt: „Obama ist ein Populist und seine Politik ist chaotisch“.

### Unterschriftenfälschungen und Rücktritt
McCotter bewarb sich 2011 bei der Vorwahl der republikanischen Partei für das Amt des US-Präsidenten, zog seine Kandidatur jedoch schon nach einigen Monaten wieder zurück. Danach entschloss er sich, sich wieder für seinen bisherigen Sitz im Repräsentantenhaus bei der Wahl 2012 zu bewerben, und gab seine Unterlagen für die Bewerbung bei der Vorwahl der Republikaner für diesen Kongresssitz ab. Jedoch wurde ihm nachgewiesen, dass seine Mitarbeiter im großen Stil Unterschriften auf seinen Unterstützerlisten gefälscht hatten, weshalb McCotter im Juli 2012 von seinem Mandat zurücktrat. Im Verlauf der staatsanwaltlichen Untersuchung wurde bekannt, dass bereits bei den zurückliegenden Wahlen seit 2006 McCotters Mitarbeiter teils plumpe Fälschungen begangen hatten. Im April 2013 wurde bekannt, dass McCotter gegen seine früheren Mitarbeiter wegen dieser Fälschungen Klage einreichte, weil er ihnen gezielte Sabotage vorwarf.